# MC-51卡賓槍
MC-51（“MC”是英語“Machine Carbine”的縮寫，意指“機關卡賓槍”，為部份英國人對衝鋒槍的稱呼）是一款由英國FR軍械公司所開發的7.62×51毫米口徑短自動步槍，有時也會被當成衝鋒槍，此槍是以德國黑克勒-科赫生産的HK G3自動步槍衍生而成，並像是一種放大尺寸的HK MP5。

## 設計
MC-51是在1980年代由英國FR軍械公司槍械設計師比爾·弗萊明（Bill Fleming）所設計，他把HK G3的槍管縮短到接近HK MP5的大小，並裝上其護木。該槍是針對特種空勤團和特別舟艇隊的需求而開發，旨在為他們提供一種緊湊但火力強大的近戰武器。有趣的是，儘管事實上MC-51是發射7.62×51毫米北約步槍彈，其擔任的角色卻是衝鋒槍，與HK53（在黑克勒-科赫的網站中被歸類為衝鋒槍）較為類似，但HK53是採用5.56×45毫米彈藥。

## 缺失
MC-51發射7.62×51毫米北約步槍彈，而不是同期衝鋒槍和手槍普遍使用的9毫米魯格彈，因此若要把它當成衝鋒槍的話，MC-51毫無疑問是衝鋒槍之中火力最強大的。然而，7.62×51毫米彈藥在發射時產生的後坐力對一般自動步槍而言都實在太強，全自動射擊時槍支很難控制，像英軍在1960至1970年代大量裝備由FN FAL衍生的L1A1步槍，便取消了連射功能，將全自動步槍當成半自動步槍使用。由於7.62×51毫米彈藥在連射時產生的後座力實在太強，對短槍身的MC-51而言問題更大，連射時很難握持及有效控制，即使MC-51採用較複雜的滾輪閉鎖式槍機，也無助於提升射擊精度。由於槍口跳動太大，精確度不足，所以其連射功能並不實用。另外，由於MC-51的槍管太短，令子彈裝藥不能充分燃燒便離開槍管，導致枪口焰太大，連射時槍口火焰的閃光太強，不但在夜間影響射手進行瞄準，也容易暴露射手的位置。此外，MC-51還有槍管內容易積炭等問題。由於MC-51所採用的7.62×51毫米彈藥與槍支的整體設計並不配合，彈藥火力強大卻令槍支實用性欠佳，很多武裝單位使用不久後便放棄繼續採用，所以生產期很短，產量也很低。

## 其他
現在於美國的民間槍械市場仍然能夠找到類似MC-51的短管G3，並由多間槍廠生產，它們一般都會被部份槍迷稱為「HK51」，儘管這些武器都不是黑克勒-科赫的產品，而且也跟該公司不存在任何關係。

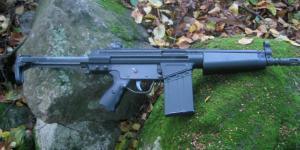
由東京丸井生產的MC-51卡賓槍電動軟氣槍版本

## 使用者
- 法國
  - 法國國家警察搜索、援助、干預、威懾（目前已經退役）[1]
- 英屬香港
  - 皇家香港警察特別任務連
- 義大利
  - 義大利國家警察（英语：Polizia di Stato）中央保安行動局（英语：Nucleo Operativo Centrale di Sicurezza）[2]
- 英国
  - 英國特種部隊（被HK53所取代）[3]

## 登場作品

### 電子遊戲
- 2015年—：命名為「HK51」，歸類為戰鬥步槍，載彈量20+1發，能夠由罪犯執行者（Enforcer）所使用（執法機關解鎖條件為：以任何陣營進行遊戲使用該槍擊殺1250名敵人後購買武器執照），價格為$50,000。單人模式當中則能夠由主角尼古拉斯·門多薩所使用。可加裝各種瞄準鏡（反射、眼鏡蛇、全息瞄準鏡（放大1倍）、PKA-S（放大1倍）、Micro T1、SRS 02、Comp M4S、M145（放大3.4倍）、PO（放大3.5倍） 、ACOG（放大4倍）、PSO-1（放大4倍）、IRNV（放大1倍）、FLIR（放大2倍））、附加配件（傾斜式機械瞄具、槍托、電筒、戰術燈、激光瞄準器、穿甲曳光彈）、槍口零件（制退器、補償器、重槍管、抑制器、消焰器）及握把（垂直握把、粗短握把、直角握把）。
- 2015年—《戰術小隊》：由中東軍所使用。空倉重新裝填時更換彈匣後玩家角色會使用“HK拍擊”方式上膛。
- 2021年—《嚴陣以待》：於資料片“黑暗水域”實裝，命名為“GA51”。

### 漫畫
- 2002年—《神槍少女》：由至少一名義體所使用。

## 另見
- HK G3自動步槍
- HK MP5衝鋒槍
- HK53短突擊步槍